# سیمو پوپپونن
سیمو پوپپونن (انگلیسی: Simo Puupponen; ۲۳ اکتبر ۱۹۱۵ – ۱۰ اکتبر ۱۹۶۷) نویسنده، و روزنامه‌نگار اهل فنلاند بود.
وی همچنین برندهٔ جوایزی همچون جایزه اینو لینو شده‌است.